# Souleymane Doucouré
Pour les articles homonymes, voir Doucouré.
Souleymane Doucouré est un militaire malien.

## Biographie
Souleymane Doucouré est nommé chef d'état-major de l'armée de l'air en février 2020.
Nommé ministre de la Défense le 24 mai 2021, il est capturé et arrêté le jour même lors du coup d'État de 2021 au Mali,. Il est de nouveau brièvement arrêté en mai 2023.